# Henry Stero
Henry Stero foi um historiador do século XIV.
Ele era um monge beneditino  de Altaich, e floresceu até 1306. Suas obras foram:
- Anais dos primeiro ano do imperador Frederico Barba Ruiva (1152) até a eleição do imperador Rodolfo, em 1273
- História dos Imperadores, sobre Rodolfo de Habsburg, Adolfo de Nassau e Albers da Áustria, de 1273 a 1305; este trabalho foi continuado por dois monges alemães

Seu estilo seguiu o espírito da era anterior, e ele escreveu, como todos os demais clérigos do século XIV, em latim; as crônicas escritas pelos leigos desta época, porém, foram escritas em alemão.